# Miquel Bennàssar Bibiloni
Miquel Bennàssar Bibiloni   (sa Pobla, 9 de juliol de 1964) és un organista, pianista, clavecinista i concertista mallorquí.

## Biografia
Obté el diploma de professor de piano al Conservatori de Mallorca, amb Margalida Palou. Posteriorment cursa estudis de clavicèmbal i orgue a l'Schola Cantorum Basiliensis (Basilea, Suïssa), sota el mestratge de Jean-Claude Zehnder, obtenint el diploma superior de concertista d'orgue i d'instruments de tecla històrics. Posteriorment realitza cursos de perfeccionament amb diversos organistes de prestigi internacional (Rudolf Lutz, José Luis González Uriol, Guy Bovet, Michael Radulescu, Montserrat Torrent i Bernhardt Eskes, entre d'altres).

## Trajectòria

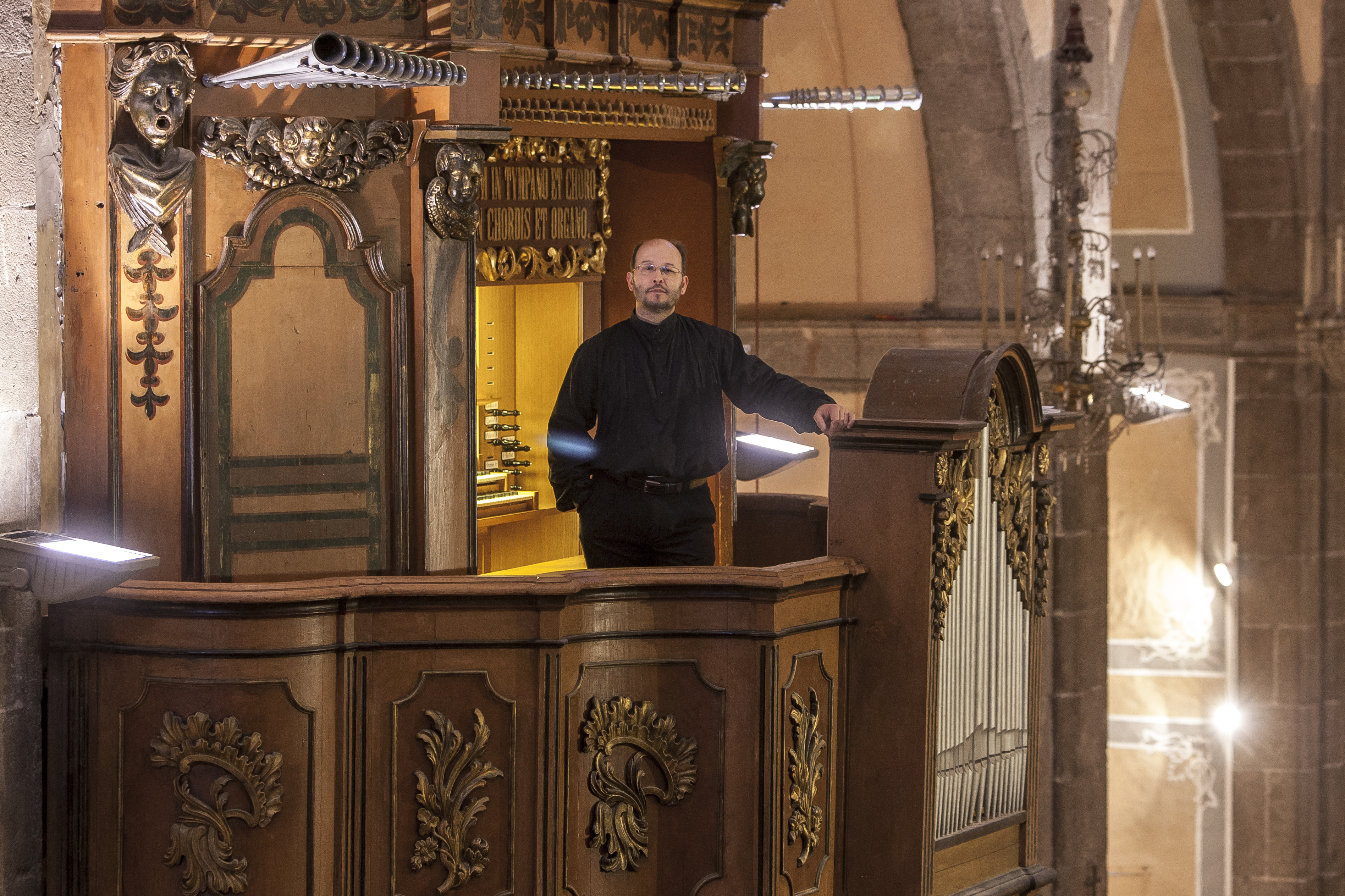
Miquel Bennàssar a l'Orgue de Sant Bartomeu (Alaró)

La seva trajectòria professional ha estat vinculada principalment al món organístic com a concertista, docent, divulgador i investigador. Com a concertista ha ofert recitals d'orgue en nombroses ocasions arreu d'Europa (Suïssa, Itàlia, Àustria, Alemanya, etc.), a més de la península i les Illes Balears.
El seu repertori és especialitzat en música ibèrica i nord-alemanya del Renaixement i del Barroc, estudiant-ne directament les fonts originals. També ha abordat gèneres actuals, participant en obres per a orgue de compositors actuals com Xavier Carbonell, Marcel Cranc (àlies de Miquel Vicensastre), Carlotta Ferrari, Enric Ferrer, Rosa García, Xavier Gelabert, Francesco Pedrini i José María Sánchez-Verdú entre d'altres.
Ha estat organista titular de l'orgue de l'església de Sant Antoni (Sa Pobla) entre 1981 i 2011, a més del seu conservador. Des de 2006 és titular i director artístic del cicle Els Matins de l'Orgue d'Alaró, celebrat setmanalment a l'orgue de la parròquia d'aquesta població, a més de participar en diversos enregistraments per a aquest instrument.
Com a docent fou director de l'Escola d'Orgue del Convent de Sant Francesc (Inca) i organista titular del mateix instrument. Ha col·laborat amb la Fundació ACA (Búger), en formar part del seu patronat i ser cofundador de la secció Amics de l'Orgue. També ha estat estudiós i divulgador del patrimoni històric musical de Mallorca, participant com a coordinador tècnic de projectes de restauració de diversos orgues històrics i de nova construcció a l’illa.

## Premis i reconeixements
- Finalista dels Premis Enderrock de la Música Balear (2018) en la categoria al millor disc de folk.[14]
- Premi Rotary Mallorca d'Humanitats del Rotary Club Mallorca (2024).[15][16]